# Tossal del Fuster
El Tossal del Fuster és una muntanya de 582 msnm dins del municipi de Sant Guim de la Plana, a la comarca de la Segarra.